# Reasignación de espectro

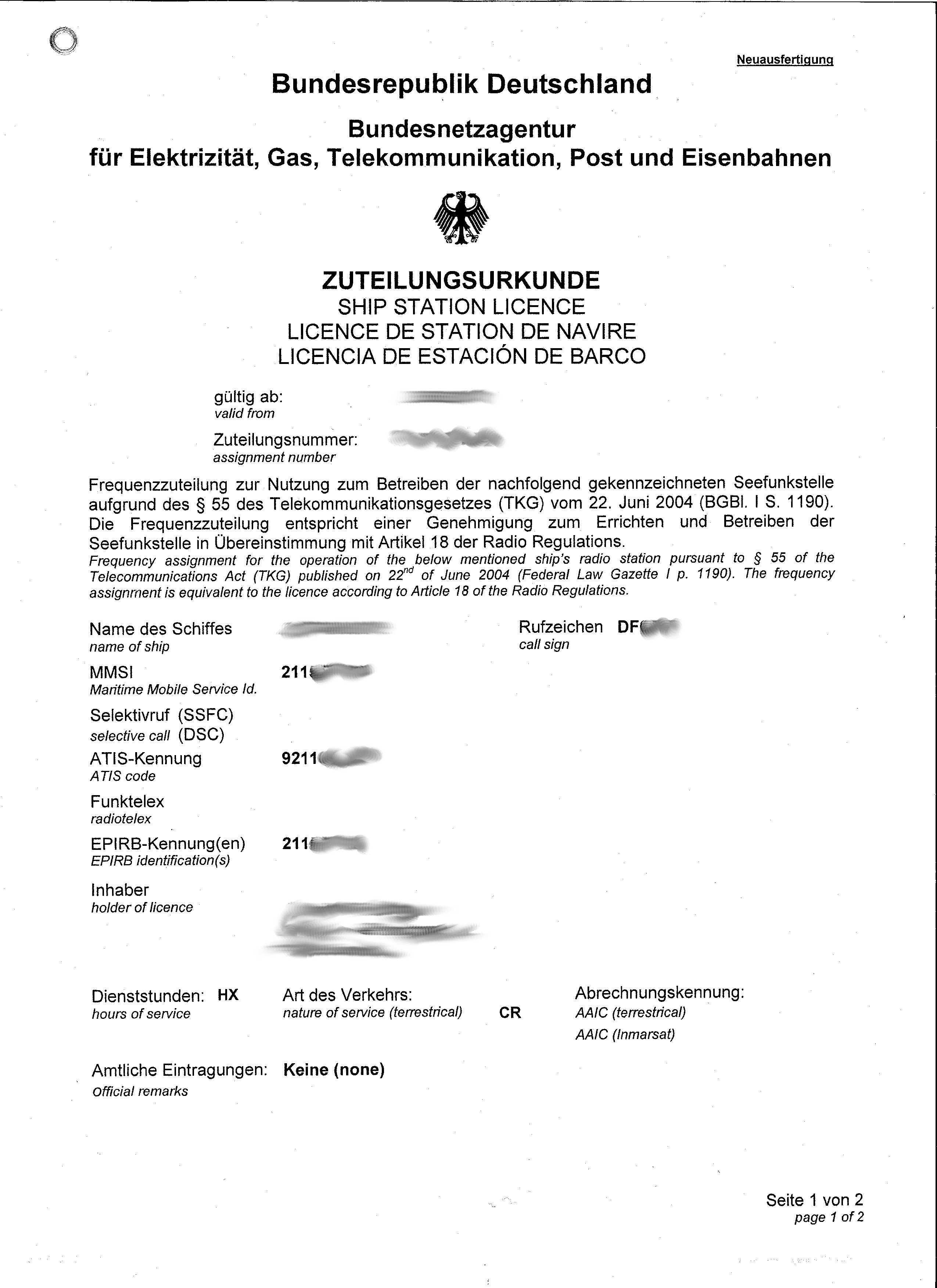
Con estas nuevas formas de reutilizar las frecuencias la FCC ha conseguido incrementar el ancho de banda de servicios de vídeo en 1500 MHz

La reasignación de espectro es una de las herramientas que usa la FCC para administrar mejor el espectro radioeléctrico estadounidense.

## Historia
La FCC (Federal Communication Comisión), creada en 1934 en EE. UU., es la comisión encargada de la distribución de licencias en ese país para la utilización del espectro frecuencial. La FCC es pues la que dictamina en que bandas frecuenciales puede un sistema determinado operar.
El problema surgía en el momento en que la FCC observaba como las bandas frecuenciales se iban agotando y, en consecuencia se impedía la entrada de nuevas tecnologías necesitadas de bandas frecuenciales y por lo tanto de nuevo espectro.
En mayo de 2003 la FCC estudió el tema y propuso diferentes maneras de poder solucionar la escasez de espectro. Una de estas formas en que la FCC propuso solución a este aspecto fue la reasignación de espectro.
La reasignación de espectro es una de las formas en que la FCC reutiliza parte del espectro frecuencial para su posterior reutilización.
Este aspecto consiste en que, tanto gobierno como otras empresas del sector reutilizan su espectro disponible para otros servicios no previstos previamente. Es decir una empresa con licencia para emitir en un ancho de banda determinado un determinado servicio, puede dar uso de este ancho de banda para otro servicio no previsto inicialmente. Por ejemplo una empresa de televisión la cual tenía una licencia para emitir sus servicios audiovisuales de manera analógica, con el cambio a televisión digital, ahora necesitará menos ancho de banda que antes, por lo que esta empresa podrá reutilizar parte del ancho de banda para prestar otros servicios. 
Con estas nuevas formas de reutilizar las frecuencias la FCC ha conseguido incrementar el ancho de banda de servicios de vídeo en 1500 MHz. Para hacerse una idea este hecho contrasta con el incremento en telefonía móvil (tanto analógica como digital) desde 1985 a 2000 que fue de 195 MHz. Como podemos observar esto abre nuevas posibilidades a la entrada de nuevas tecnologías debido a la reasignación de espectro.
- Datos: Q22222748